# I liga brazylijska w piłce nożnej (2003)
Brazylia 2003
Mistrzem Brazylii został klub Cruzeiro EC, natomiast wicemistrzem Brazylii został klub Santos FC.
Do Copa Libertadores w roku 2004 zakwalifikowały się następujące kluby:
- Cruzeiro EC (mistrz Brazylii i zdobywca Copa do Brasil)
- Santos FC (wicemistrz Brazylii)
- São Paulo (3. miejsce)
- São Caetano (4. miejsce)
- Coritiba FBC (5. miejsce)

Do Copa Sudamericana w roku 2004 zakwalifikowały się następujące kluby:
- Cruzeiro EC (mistrz Brazylii)
- Santos FC (wicemistrz Brazylii)
- São Paulo (3. miejsce)
- São Caetano (4. miejsce)
- Coritiba FBC (5. miejsce)
- SC Internacional (6. miejsce)
- Atlético Mineiro (7. miejsce)
- CR Flamengo (8. miejsce)
- Goiás EC (9. miejsce)
- Paraná Clube (10. miejsce)
- Figueirense FC (11. miejsce)
- Grêmio Porto Alegre

Dwa ostatnie w tabeli kluby spadły do drugiej ligi (Campeonato Brasileiro Série B):
- Fortaleza
- EC Bahia

Na miejsce spadkowiczów awansowały dwa najlepsze kluby drugiej ligi:
- SE Palmeiras (mistrz drugiej ligi)
- Botafogo Rio de Janeiro (wicemistrz drugiej ligi)

## Campeonato Brasileiro Série A – sezon 2003

### Kolejka 1
| Data          | Mecz |
| ------------- | --- |
| 29 marca 2003 | Guarani FC – CR Vasco da Gama 4:2 Juninho 10, Creedence 12, 90+1k, Wagner 56 – Marcelinho Carioca 16, Cadu 22 |
| 29 marca 2003 | Athletico Paranaense – Grêmio Porto Alegre 2:0 Roger 10s, Ilan 11                                             |
| 30 marca 2003 | Goiás EC – Paysandu SC 2:2 Dimba 35, Leandro Smith 78 – Jorginho 52, Wélber 57                                |
| 30 marca 2003 | Corinthians Paulista – Atlético Mineiro 0:3 Alexandre 17, Guilherme 23, Alessandro 47                         |
| 30 marca 2003 | CR Flamengo – Coritiba FBC 1:1 André Bahia 90+1 – Aparecido Lima 73                                           |
| 30 marca 2003 | Criciúma – Fluminense FC 2:0 Tico 8, Dejair 15                                                                |
| 30 marca 2003 | EC Juventude – São Paulo 2:2 Hugo 36, Geufer 89 – Luís Fabiano 53, Júlio Baptista 60                          |
| 30 marca 2003 | Fortaleza – EC Bahia 0:0                                                                                      |
| 30 marca 2003 | EC Vitória – Figueirense FC 1:1 Nádson 84 – Renato Santiago 18                                                |
| 30 marca 2003 | Cruzeiro EC – São Caetano 2:2 Alex 37, 46 – Luís Carlos Capixaba 50, 89                                       |
| 30 marca 2003 | SC Internacional – AA Ponte Preta 1:1 Diego Barcellos 86 – Jean Carlos 15                                     |
| 30 marca 2003 | Santos FC – Paraná Clube 2:2 Robinho 35, Nenê 75 – Renaldo 13, Marquinhos 28                                  |

### Kolejka 2
| Data            | Mecz |
| --------------- | --- |
| 5 kwietnia 2003 | Fluminense FC – Fortaleza 1:1 Rodolfo Bispo 60 – Fernandăo 44                                                                                             |
| 5 kwietnia 2003 | Atlético Mineiro – Santos FC 0:0 |
| 5 kwietnia 2003 | Grêmio Porto Alegre – Guarani FC 3:1 Ânderson Lima 14, Christian Corrêa 70, Emerson 85 – Esquerdinha 62                                                   |
| 5 kwietnia 2003 | Coritiba FBC – SC Internacional 0:1 Flávio Luiz 75 |
| 6 kwietnia 2003 | EC Bahia – CR Flamengo 1:2 Fabinho 73s – Felipe Loureiro 12k, Fernando Baiano 89                                                                          |
| 6 kwietnia 2003 | CR Vasco da Gama – Goiás EC 6:4 Rodrigo Souza 4, Marcelinho Carioca 32, 90+3, Wecsley 63, Cadi 71, Anderson Costa 75 – Araújo 30, Dimba 47, 88k, Fabăo 51 |
| 6 kwietnia 2003 | Figueirense FC – Corinthians Paulista 3:3 Fanilo 8, 59k, Evair 80 – Fábio Luciano 61, Liédson 67, César Belli 90+3                                        |
| 6 kwietnia 2003 | São Paulo – Cruzeiro EC 2:4 Luís Fabiano 48, 62k – Alex 10, Deivid 14, 53k, 68k                                                                           |
| 6 kwietnia 2003 | Paysandu SC – EC Vitória 1:2 Wélber 7 – Adaílton 6, Zé Roberto 65                                                                                         |
| 6 kwietnia 2003 | AA Ponte Preta – EC Juventude 1:0 Sérgio Alves 19 |
| 6 kwietnia 2003 | Paraná Clube – Athletico Paranaense 3:0 Fernandinho 10, Renaldo 23, Marquinhos 51                                                                         |
| 6 kwietnia 2003 | São Caetano – Criciúma 3:2 Denni 61, Serginho 71, Marcinho 85 – Delmer 24, Guilherme Weisheimer 74                                                        |

### Kolejka 3
| Data             | Mecz |
| ---------------- | --- |
| 12 kwietnia 2003 | Corinthians Paulista – Paysandu SC 6:1 Fábio Luciano 19, 21, Liédson 22, Leandro Azevedo 31, Fabinho 40, Carlos Renato 87 – Robgol 55 |
| 12 kwietnia 2003 | SC Internacional – EC Bahia 2:0 Wilson 3, Nilmar 75                                                                                   |
| 12 kwietnia 2003 | Athletico Paranaense – Atlético Mineiro 1:2 Ilan 73 – Alexandre 69, Alessandro 85                                                     |
| 12 kwietnia 2003 | Santos FC – Figueirense FC 2:0 Elano 33, Ricardo Oliveira 81                                                                          |
| 13 kwietnia 2003 | Cruzeiro EC – AA Ponte Preta 3:0 Deivid 48, 90+1, Aristizábal 59                                                                      |
| 13 kwietnia 2003 | EC Vitória – CR Vasco da Gama 2:1 Adaílton 17, Samir 80 – Marcelinho Carioca 12                                                       |
| 13 kwietnia 2003 | CR Flamengo – Fluminense FC 4:1 Zé Carlos 5, 11, Fábio Baiano 46, Fernando Baiano 63 – Carlos Alberto Jesus 32                        |
| 13 kwietnia 2003 | Criciúma – São Paulo 1:1 Luciano Almeida 40 – Luís Fabiano 6                                                                          |
| 13 kwietnia 2003 | Fortaleza – São Caetano 1:1 Dude 29 – Zé Carlos 23                                                                                    |
| 13 kwietnia 2003 | EC Juventude – Coritiba FBC 2:1 Michel 68, Gustavo Martins 69 – Tcheco 90+3k                                                          |
| 13 kwietnia 2003 | Guarani FC – Paraná Clube 2:0 Alex Meschini 25, Wagner 88                                                                             |
| 13 kwietnia 2003 | Goiás EC – Grêmio Porto Alegre 1:1 Fabăo 8 – Roberto 25                                                                               |

### Kolejka 4
| Data             | Mecz |
| ---------------- | --- |
| 9 kwietnia 2003  | Paysandu SC – Santos FC 2:1 Wélber 46, 76 – Robinho 38                                                                    |
| 16 kwietnia 2003 | São Caetano – CR Flamengo 1:1 Zé Carlos 39 – Fernando Diniz 62                                                            |
| 16 kwietnia 2003 | CR Vasco da Gama – Corinthians Paulista 2:2 Rodrigo Souza 1, Marcelinho Carioca 14k – Rogério Régis 44k, Kléber 61        |
| 16 kwietnia 2003 | EC Bahia – EC Juventude 3:1 Jair 42, Lino 66, Pretto 82 – Geufer 29                                                       |
| 16 kwietnia 2003 | Grêmio Porto Alegre – EC Vitória 2:1 Gilberto 72, Aderaldo 85s – Nádson 70                                                |
| 16 kwietnia 2003 | Coritiba FBC – Cruzeiro EC 3:4 Aparecido Lima 16, Marco Brito 57k, Alexandre Fávaro 79 – Aristizábal 6, 31, 85, Deivid 56 |
| 16 kwietnia 2003 | Atlético Mineiro – Guarani FC 3:2 Lúcio Flávio 12, Scheidt 57, Guilherme 89 – Creedence 60, 90+2                          |
| 16 kwietnia 2003 | Figueirense FC – Athletico Paranaense 1:1 Luiz Fernando Acuńa 73 – Dagoberto 41                                           |
| 16 kwietnia 2003 | AA Ponte Preta – Criciúma 1:1 Luís Carlos 90+1 – Cametá 66                                                                |
| 17 kwietnia 2003 | Fluminense FC – SC Internacional 3:1 Sorato 3, 26, Lopes 87 – André Neles 45k                                             |
| 17 kwietnia 2003 | Paraná Clube – Goiás EC 3:1 Renaldo 17, Caio 23, Flávio Guilherme 80 – Fabăo 65                                           |
| 17 kwietnia 2003 | São Paulo – Fortaleza 3:1 Ricardinho 4, Reinaldo Oliveira 9, Gabriel 88 – Chiquinho 15                                    |

### Kolejka 5
| Data             | Mecz |
| ---------------- | --- |
| 19 kwietnia 2003 | CR Flamengo – Santos FC 0:2 Léo 18, Elano 60                                                                          |
| 19 kwietnia 2003 | EC Bahia – Atlético Mineiro 2:4 Jair 16, Nonato 48 – Guilherme 19, 27, Alexandre 35, André Luís Nascimento 61         |
| 19 kwietnia 2003 | São Caetano – Grêmio Porto Alegre 1:1 Marcinho 17 – Christian Corrêa 33                                               |
| 20 kwietnia 2003 | São Paulo – CR Vasco da Gama 3:1 Luís Fabiano 29, Willamis Souza 39, Rogério Ceni 87 – Marcelinho Carioca 55          |
| 20 kwietnia 2003 | Fluminense FC – Paraná Clube 0:0                                                                                      |
| 20 kwietnia 2003 | Cruzeiro EC – Goiás EC 4:1 Alex 20, 88, Deivid 41, 90 – Dimba 66                                                      |
| 20 kwietnia 2003 | SC Internacional – Corinthians Paulista 2:1 André Neles 42, 79 – Gil 12                                               |
| 20 kwietnia 2003 | AA Ponte Preta – Paysandu SC 4:4 Gabriel Nascimento 9, Sérgio Alves 37, 66, 74 – Robgol 7, Wélber 32, 77, Jorginho 81 |
| 20 kwietnia 2003 | Fortaleza – Athletico Paranaense 1:0 Chiquinho 28                                                                     |
| 20 kwietnia 2003 | EC Juventude – EC Vitória 1:1 Michel 84 – Nádson 82                                                                   |
| 20 kwietnia 2003 | Criciúma – Guarani FC 1:0 Tico 52                                                                                     |
| 21 kwietnia 2003 | Coritiba FBC – Figueirense FC 1:0 Marco Brito 58                                                                      |

### Kolejka 6
| Data             | Mecz |
| ---------------- | --- |
| 26 kwietnia 2003 | Paraná Clube – EC Bahia 3:1 Emerson 35, Marquinhos 59, Caio 61 – Pretto 34                                                          |
| 26 kwietnia 2003 | Guarani FC – Cruzeiro EC 1:1 Wagner 66 – Deivid 87k                                                                                 |
| 26 kwietnia 2003 | EC Vitória – SC Internacional 0:3 Flávio Luiz 2, Nilmar 78, 82                                                                      |
| 26 kwietnia 2003 | Atlético Mineiro – Coritiba FBC 1:2 André Luiz Nascimento 82 – Tcheco 37, Marco Brito 45+3                                          |
| 27 kwietnia 2003 | Grêmio Porto Alegre – Fluminense FC 0:1 Fábio Bala 74                                                                               |
| 27 kwietnia 2003 | Corinthians Paulista – CR Flamengo 1:1 Liédson 54 – Athirson 36                                                                     |
| 27 kwietnia 2003 | CR Vasco da Gama – São Caetano 1:0 Marques 1                                                                                        |
| 27 kwietnia 2003 | Goiás EC – EC Juventude 7:0 Danilo 1, 39, Dimba 18, 20, Caíco 25k, Michel 61, Wando 82                                              |
| 27 kwietnia 2003 | Paysandu SC – São Paulo 5:2 Robgol 25, 27, 32, Lecheva 65, Iarley 75 – Reinaldo Oliveira 58, Luís Fabiano 86                        |
| 27 kwietnia 2003 | Santos FC – Fortaleza 4:0 Renato Florêncio 34, 85, Nenê 51, Douglas 70                                                              |
| 27 kwietnia 2003 | Athletico Paranaense – Criciúma 5:2 Ilan 42k, Juliano 57, Luciano Santos 58, Dagoberto 80, Fernandinho 90 – Tico 27, Paulo Baier 31 |
| 27 kwietnia 2003 | Figueirense FC – AA Ponte Preta 0:0                                                                                                 |

### Kolejka 7
| Data        | Mecz |
| ----------- | --- |
| 3 maja 2003 | CR Flamengo – EC Vitória 2:1 Jean Ferreira 22, Igor Freire 87 – Nádson 7                                        |
| 3 maja 2003 | EC Bahia – Grêmio Porto Alegre 2:1 Nonato 29, Jair 89 – Caio Decossau 42                                        |
| 3 maja 2003 | Cruzeiro EC – Athletico Paranaense 5:2 Alex 6, 90, Aristizábal 23, 69, 85 – Ilan 19, Dagoberto 48               |
| 4 maja 2003 | Fluminense FC – CR Vasco da Gama 0:0                                                                            |
| 4 maja 2003 | Fortaleza – Corinthians Paulista 1:2 Fabrício Scamato 49 – Rogério Régis 67k, Liédson 81                        |
| 4 maja 2003 | São Paulo – Figueirense FC 3:2 Luís Fabiano 55, 80, Gustavo Nery 90 – Sandro Hiroshi 14, Luiz Fernando Acuńa 56 |
| 4 maja 2003 | São Caetano – Paysandu SC 2:0 Anaílson 46, 69                                                                   |
| 4 maja 2003 | SC Internacional – Goiás EC 2:1 Diego Gavilán 27, Flávio Luiz 90k – Dimba 67                                    |
| 4 maja 2003 | AA Ponte Preta – Atlético Mineiro 2:1 Vaguinho 68, Fabríco Carvalho 90k – Fábio Júnior 90+3k                    |
| 4 maja 2003 | EC Juventude – Guarani FC 1:1 Fernando Menegazzo 1 – Rodrigăo 63                                                |
| 4 maja 2003 | Coritiba FBC – Paraná Clube 2:1 Edu Sales 65, Marcel 80 – Cristiano Avalos 31                                   |
| 4 maja 2003 | Criciúma – Santos FC 1:3 Paulo Baier 50 – Nenê 34, 90+2, Robinho 57                                             |

### Kolejka 8
| Data         | Mecz                                                                                              |
| ------------ | ------------------------------------------------------------------------------------------------- |
| 10 maja 2003 | Goiás EC – CR Flamengo 1:1 Dimba 58 – Fernando Baiano 11                                          |
| 10 maja 2003 | Corinthians Paulista – Criciúma 3:0 Fabrício 42, Leandro Amaral 58, Fábio Luciano 82              |
| 10 maja 2003 | Santos FC – Cruzeiro EC 0:2 Aristizábal 48, Mota 87                                               |
| 10 maja 2003 | Paraná Clube – AA Ponte Preta 3:2 Milton 11, Renaldo 69, Ageu 76 – Ageu 30s, Fabrício Carvalho 57 |
| 11 maja 2003 | CR Vasco da Gama – EC Bahia 1:1 Cadu 82 – Nonato 52                                               |
| 11 maja 2003 | Paysandu SC – Fluminense FC 2:2 Wélber 6, Robgol 55 – César 35, Sorato 50                         |
| 11 maja 2003 | Atlético Mineiro – São Paulo 2:2 Ferrugem 10, Lúcio Flávio 65 – Luís Fabiano 21, Kaká 35          |
| 11 maja 2003 | EC Vitória – Fortaleza 2:1 Dudu Cearense 3, Robson Luís 71 – Alysson 39                           |
| 11 maja 2003 | Grêmio Porto Alegre – Coritiba FBC 1:0 Christian Corrêa 43                                        |
| 11 maja 2003 | Guarani FC – SC Internacional 3:0 Rodrigăo 17k, 72, Wilson 46s                                    |
| 11 maja 2003 | Athletico Paranaense – EC Juventude 2:0 Ilan 13, 25                                               |
| 11 maja 2003 | Figueirense FC – São Caetano 3:0 William Fabro 33, 86, Danilo 79                                  |

### Kolejka 9
| Data         | Mecz                                                                                  |
| ------------ | ------------------------------------------------------------------------------------- |
| 17 maja 2003 | Fluminense FC – Figueirense FC 3:0 Jancarlos 4, Rodolfo Bispo 43, 51                  |
| 17 maja 2003 | EC Juventude – Santos FC 1:1 Joăo Paulo Daniel 19 – Índio 33s                         |
| 17 maja 2003 | São Caetano – Atlético Mineiro 2:0 Scheidt 51s, Luís Carlos Capixaba 82               |
| 18 maja 2003 | EC Bahia – Paysandu SC 2:0 Nonato 48, 89                                              |
| 18 maja 2003 | São Paulo – Paraná Clube 2:0 Kaká 18, Aílton Correia 66                               |
| 18 maja 2003 | CR Flamengo – Guarani FC 1:1 Fernando Baiano 67 – Creedence 80                        |
| 18 maja 2003 | Coritiba FBC – CR Vasco da Gama 1:1 Aparecido Lima 81 – Wellington Paulo 44           |
| 18 maja 2003 | Fortaleza – Goiás EC 1:0 Vinícius de Abreu 62                                         |
| 18 maja 2003 | Cruzeiro EC – Corinthians Paulista 1:1 Deivid 51 – Gil 32                             |
| 18 maja 2003 | AA Ponte Preta – Grêmio Porto Alegre 2:1 Sérgio Alves 57, Romeu 63 – Rodrigo Fabri 21 |
| 18 maja 2003 | Criciúma – EC Vitória 1:1 Luciano Ferreira 87 – Nádson 41                             |
| 18 maja 2003 | SC Internacional – Athletico Paranaense 1:1 Nilmar 27 – Dagoberto 7                   |

### Kolejka 10
| Data         | Mecz                                                                                           |
| ------------ | ---------------------------------------------------------------------------------------------- |
| 24 maja 2003 | Atlético Mineiro – Fluminense FC 3:0 Alexandre 23, Fábio Júnior 68, 72                         |
| 24 maja 2003 | Corinthians Paulista – EC Juventude 3:0 Gil 20, 53, Rogério Régis 57                           |
| 24 maja 2003 | CR Vasco da Gama – AA Ponte Preta 1:0 Wellington Paulo 87k                                     |
| 24 maja 2003 | Paraná Clube – São Caetano 1:1 Marcinho 13 – Marquinhos 35                                     |
| 25 maja 2003 | Athletico Paranaense – CR Flamengo 4:1 Ilan 12, 17, 62, Adriano Vieira 57 – Fernando Baiano 49 |
| 25 maja 2003 | Paysandu SC – Coritiba FBC 1:3 Robgol 41 – Marcel 15, Edinho Baiano 24, Jackson 64             |
| 25 maja 2003 | Goiás EC – Criciúma 0:2 Paulo Baier 49, Luciano Almeida 57                                     |
| 25 maja 2003 | Grêmio Porto Alegre – São Paulo 1:2 Ânderson Lima 33 – Júlio Baptista 8, Luís Fabiano 54       |
| 25 maja 2003 | Guarani FC – Fortaleza 2:1 Rodrigăo 37k, Wágner 76 – Fabrício 60                               |
| 25 maja 2003 | Figueirense FC – EC Bahia 1:0 Léo Macaé 41                                                     |
| 25 maja 2003 | EC Vitória – Cruzeiro EC 2:1 Adaílton 42, Allann Delon 66 – Márcio 71                          |
| 25 maja 2003 | Santos FC – SC Internacional 2:1 Fabiano Costa 55, William 78 – Edu Silva 44                   |

### Kolejka 11
| Data           | Mecz |
| -------------- | --- |
| 31 maja 2003   | Fluminense FC – Athletico Paranaense 2:1 Sorato 8, Jadílson 52 – Ilan 85                                                                            |
| 31 maja 2003   | SC Internacional – Paysandu SC 2:1 Wilson 46, Daniel Carvalho 83 – Wélber 21                                                                        |
| 31 maja 2003   | Cruzeiro EC – Criciúma 2:0 Mota 63, Márcio 86 |
| 31 maja 2003   | Coritiba FBC – Guarani FC 3:2 Tcheco 58, Marcel 65, Aparecido Lima 75 – Rodrigăo 27, 90+1                                                           |
| 31 maja 2003   | AA Ponte Preta – São Caetano 0:0 |
| 1 czerwca 2003 | Paraná Clube – CR Flamengo 6:2 Cristiano Ávalos 30, Ageu 43, Flávio Guilherme 46, Marquinhos 54, 61, Caio 90+1 – Fabiano Eller 24, Paulo Miranda 77 |
| 1 czerwca 2003 | CR Vasco da Gama – Atlético Mineiro 2:2 Wellington Paulo 50, Ely Thadeu 74 – Fábio Júnior 12, Lúcio Flávio 80                                       |
| 1 czerwca 2003 | EC Bahia – Goiás EC 2:1 Nonato 47, Luiz Fernando 88 – Dimba 29                                                                                      |
| 1 czerwca 2003 | Corinthians Paulista – EC Vitória 4:0 Liédson 39, 46, 63, 87                                                                                        |
| 1 czerwca 2003 | Santos FC – São Paulo 3:2 Diego Ribas 15, Fabiano Costa 57, Renato Florêncio 81 – Luís Fabiano 34k, Rico 73                                         |
| 1 czerwca 2003 | Fortaleza – EC Juventude 3:1 Kel 5, Marcos Paulo 40, Alysson 58 – Gustavo Martins 45+2                                                              |
| 1 czerwca 2003 | Figueirense FC – Grêmio Porto Alegre 2:1 Pedro Alves 24, Evair 30 – Ânderson Lima 82                                                                |

### Kolejka 12
| Data            | Mecz |
| --------------- | --- |
| 7 czerwca 2003  | EC Vitória – Fluminense FC 2:1 Nadson 12, 18 – Sorato 89                                                                     |
| 7 czerwca 2003  | Guarani FC – Santos FC 1:2 Wagner 31 – Douglas 74, Elano 77                                                                  |
| 7 czerwca 2003  | Grêmio Porto Alegre – Fortaleza 3:1 Carlos Miguel 19, Caio Decossau 77, Roberto 84 – Chiquinho 56                            |
| 7 czerwca 2003  | Atlético Mineiro – Figueirense FC 1:1 Ferrugem 27 – William Fabro 52                                                         |
| 8 czerwca 2003  | Criciúma – SC Internacional 1:0 Luciano Ferreira 72                                                                          |
| 8 czerwca 2003  | EC Juventude – CR Vasco da Gama 0:0                                                                                          |
| 8 czerwca 2003  | São Paulo – EC Bahia 2:2 Reinaldo Oliveira 8, 76 – Nonato 66, 88                                                             |
| 8 czerwca 2003  | Goiás EC – Coritiba FBC 1:2 Dimba 70 – Tcheco 9, Marcel 64                                                                   |
| 8 czerwca 2003  | São Caetano – Corinthians Paulista 1:0 Marcinho 24                                                                           |
| 8 czerwca 2003  | Paysandu SC – Paraná Clube 3:0 Wélber 32, Robgol 36, Iarley 71                                                               |
| 8 czerwca 2003  | Athletico Paranaense – AA Ponte Preta 4:2 Rodriguinho 29, Adriano Vieira 67, Dagoberto 73, 85 – Sérgio Alves 11, Vaguinho 84 |
| 18 czerwca 2003 | CR Flamengo – Cruzeiro EC 3:0 Zé Carlos 17, Jean Ferreira 19, Jônatas Domingos 66                                            |

### Kolejka 13
| Data            | Mecz |
| --------------- | --- |
| 14 czerwca 2003 | Coritiba FBC – Athletico Paranaense 2:0 Marcel 56, Nivaldo 88                                           |
| 14 czerwca 2003 | Fluminense FC – Goiás EC 2:3 Carlos Alberto Jesus 17, Romário 90+1 – Araújo 11, Gil Baiano 20, Dimba 29 |
| 14 czerwca 2003 | AA Ponte Preta – Guarani FC 0:2 Rodrigăo 34, 58                                                         |
| 15 czerwca 2003 | EC Bahia – EC Vitória 2:1 Lino 19, Nonanto 58 – Nadson 34                                               |
| 15 czerwca 2003 | CR Vasco da Gama – CR Flamengo 1:2 Cadu 9 – Zé Carlos 11, Cássio 87                                     |
| 15 czerwca 2003 | Corinthians Paulista – São Paulo 1:2 Anderson 26 – Fábio Simplício 36, Jean Witte 58                    |
| 15 czerwca 2003 | Fortaleza – Paysandu SC 1:2 Vinícius de Abreu 53 – Robgol 62, Jorginho 84                               |
| 15 czerwca 2003 | Paraná Clube – EC Juventude 1:2 Renaldo 61 – Marcus Vinícius 47, Luciano Ratinho 52                     |
| 15 czerwca 2003 | Cruzeiro EC – Atlético Mineiro 0:0                                                                      |
| 15 czerwca 2003 | Grêmio Porto Alegre – SC Internacional 0:0                                                              |
| 15 czerwca 2003 | Santos FC – São Caetano 0:1 Marcinho 79                                                                 |
| 15 czerwca 2003 | Criciúma – Figueirense FC 1:0 Paulo Baier 66k                                                           |

### Kolejka 14
| Data            | Mecz |
| --------------- | --- |
| 19 czerwca 2003 | EC Bahia – Coritiba FBC 2:2 Danilo Vergner 57, Luís Alberto 82 – Danilo 29, Tcheco 80                                |
| 21 czerwca 2003 | CR Vasco da Gama – Criciúma 2:0 Rodrigo Souza 51, Marcelinho Carioca 70                                              |
| 21 czerwca 2003 | Atlético Mineiro – Grêmio Porto Alegre 3:2 Alex Alves 27, 59, Paulinho 47 – Cláudio Pitbull 15, Caio Decossau 76     |
| 21 czerwca 2003 | São Paulo – Goiás EC 1:0 Júlio Baptista 82                                                                           |
| 21 czerwca 2003 | SC Internacional – Paraná Clube 2:1 Flávio Luiz 11k, André Cruz 35 – Wilson 22s                                      |
| 22 czerwca 2003 | Paysandu SC – CR Flamengo 2:2 Iarley 12, Robgol 69 – Igor Freire 23, Zé Carlos 48                                    |
| 22 czerwca 2003 | Fluminense FC – Guarani FC 5:2 Zada 23, Josafá 38, Romário 47, 58, 90k – Marquinhos 55, 77                           |
| 22 czerwca 2003 | AA Ponte Preta – Corinthians Paulista 3:3 Nenê 14, Adrianinho 57, César Belli 75s – Rogério Régis 63, 81, Liédson 83 |
| 22 czerwca 2003 | Figueirense FC – Fortaleza 2:2 Léo Macaé 21, Luiz Fernando Acuńa 61 – Kel 9, Vinícius de Abreu 12                    |
| 22 czerwca 2003 | São Caetano – EC Vitória 2:1 Marcinho 77, Adhemar Ferreira 78 – Nadson 45                                            |
| 22 czerwca 2003 | EC Juventude – Cruzeiro EC 0:1 Mota 12                                                                               |
| 30 lipca 2003   | Athletico Paranaense – Santos FC 0:2 Nenê 52, Renato Florêncio 63                                                    |

### Kolejka 15
| Data            | Mecz                                                                                            |
| --------------- | ----------------------------------------------------------------------------------------------- |
| 28 czerwca 2003 | CR Flamengo – Figueirense FC 0:2 Luiz Fernando Acuńa 67k, Evair 86k                             |
| 28 czerwca 2003 | Fortaleza – CR Vasco da Gama 0:1 Marcelinho Carioca 31                                          |
| 28 czerwca 2003 | Coritiba FBC – São Caetano 2:0 Jackson 22, Reginaldo Nascimento 30                              |
| 28 czerwca 2003 | Grêmio Porto Alegre – EC Juventude 1:4 Tinga 7 – Hugo 11, 66, Renato 43s, Luciano Ratinho 77    |
| 28 czerwca 2003 | Santos FC – EC Bahia 4:0 Douglas 14, William 16, Jerri 45k, Fabiano Costa 74                    |
| 29 czerwca 2003 | Corinthians Paulista – Fluminense FC 1:0 Liédson 52                                             |
| 29 czerwca 2003 | Guarani FC – São Paulo 0:1 Fábio Simplício 43                                                   |
| 29 czerwca 2003 | Criciúma – Paysandu SC 2:0 Alexandre 30, Jabá 63                                                |
| 29 czerwca 2003 | EC Vitória – Athletico Paranaense 1:0 Nadson 61                                                 |
| 29 czerwca 2003 | Paraná Clube – Atlético Mineiro 1:1 Pierre 11 – Fábio Júnior 5                                  |
| 29 czerwca 2003 | Cruzeiro EC – SC Internacional 3:2 Deivid 28, 40, Alex 73 – Daniel Carvalho 54, Flávio Luiz 88k |
| 30 lipca 2003   | Goiás EC – AA Ponte Preta 0:0                                                                   |

### Kolejka 16
| Data         | Mecz |
| ------------ | --- |
| 5 lipca 2003 | CR Vasco da Gama – Paraná Clube 1:4 Edmundo 8 – Maurílio 30, Cristiano Ávalos 72, Fabinho 86, Fernandinho 90 |
| 5 lipca 2003 | São Paulo – São Caetano 1:1 Luís Fabiano 80 – Mateus 24                                                      |
| 5 lipca 2003 | Figueirense FC – Cruzeiro EC 1:0 William Fabro 83                                                            |
| 5 lipca 2003 | Atlético Mineiro – Paysandu SC 3:2 Fábio Júnior 17, Cicinho 35, Paulinho 80 – Robgol 68, Balăo 76            |
| 6 lipca 2003 | EC Juventude – SC Internacional 1:1 Marcăo 4 – Daniel Carvalho 32                                            |
| 6 lipca 2003 | Grêmio Porto Alegre – CR Flamengo 2:0 Flávio 26, Ânderson Lima 32                                            |
| 6 lipca 2003 | Fluminense FC – EC Bahia 1:0 Carlos Alberto Jesus 73k                                                        |
| 6 lipca 2003 | Guarani FC – Goiás EC 3:2 Paulăo 25, 69, Alex Meschini 45 – Dimba 36, Araújo 57                              |
| 6 lipca 2003 | Athletico Paranaense – Corinthians Paulista 3:1 Ilan 21, 39, 80 – Gil 86                                     |
| 6 lipca 2003 | Fortaleza – Criciúma 0:1 Cametá 59                                                                           |
| 6 lipca 2003 | EC Vitória – AA Ponte Preta 1:4 Alecsandro 22 – Roger 41, Jean Carlos 83, 90+2, Romeu 85                     |
| 6 lipca 2003 | Santos FC – Coritiba FBC 3:1 Jerri 35, Fabiano Costa 58, Preto 61 – Tcheco 81                                |

### Kolejka 17
| Data          | Mecz                                                                                          |
| ------------- | --------------------------------------------------------------------------------------------- |
| 9 lipca 2003  | Cruzeiro EC – Fortaleza 2:0 Cris 21, 90+1                                                     |
| 9 lipca 2003  | EC Bahia – Guarani FC 2:0 Luiz Alberto 65, Danilo Vergner 81                                  |
| 9 lipca 2003  | São Caetano – Athletico Paranaense 0:0                                                        |
| 9 lipca 2003  | CR Flamengo – EC Juventude 2:1 Rafael 26, Fernando Baiano 54 – Rafael Ledesma 90+2            |
| 9 lipca 2003  | SC Internacional – CR Vasco da Gama 2:1 Diego Barcellos 43, Flávio Luiz 49 – Valdir Bigode 73 |
| 9 lipca 2003  | Goiás EC – EC Vitória 1:1 Dimba 45k – Dudu Cearense 62                                        |
| 9 lipca 2003  | Coritiba FBC – São Paulo 0:2 Luís Fabiano 14, Jean Witte 24                                   |
| 9 lipca 2003  | Corinthians Paulista – Santos FC 1:1 Leandro Amaral 90 – Nenê 12                              |
| 9 lipca 2003  | Paysandu SC – Figueirense FC 1:0 André Dias 81                                                |
| 10 lipca 2003 | Paraná Clube – Grêmio Porto Alegre 3:1 Ageu 45+1, Valentim 48, Renaldo 76 – Ânderson Lima 82k |
| 10 lipca 2003 | AA Ponte Preta – Fluminense FC 3:0 Ronildo 45, Fabrício Carvalho 65, Jean Carlos 82           |
| 10 lipca 2003 | Criciúma – Atlético Mineiro 1:0 Cametá 43                                                     |

### Kolejka 18
| Data          | Mecz |
| ------------- | --- |
| 12 lipca 2003 | Athletico Paranaense – Goiás EC 0:0                                                                       |
| 12 lipca 2003 | CR Vasco da Gama – Paysandu SC 0:2 Robgol 47, 80k                                                         |
| 12 lipca 2003 | Fortaleza – SC Internacional 3:0 Finazzi 6, 55, Alysson 30                                                |
| 13 lipca 2003 | Grêmio Porto Alegre – Cruzeiro EC 0:1 Aristizábal 16                                                      |
| 13 lipca 2003 | Atlético Mineiro – CR Flamengo 1:0 Alex Alves 12                                                          |
| 13 lipca 2003 | AA Ponte Preta – EC Bahia 1:0 Fabrício Carvalho 57                                                        |
| 13 lipca 2003 | EC Vitória – Santos FC 2:0 Dudu Cearense 79k, Gilmar 90+2                                                 |
| 13 lipca 2003 | Corinthians Paulista – Coritiba FBC 0:1 Marcel 55                                                         |
| 13 lipca 2003 | Criciúma – EC Juventude 3:0 Paulo César Baier 74, Paulo César Souza 85, Luciano Almeida 86                |
| 13 lipca 2003 | Figueirense FC – Paraná Clube 4:2 Léo Macaé 11, Pedro 36, Márcio Goiano 43, Danilo 82 – Marquinhos 41, 72 |
| 13 lipca 2003 | São Caetano – Guarani FC 0:2 Wágner 35, Alex Meschini 43                                                  |
| 13 lipca 2003 | Fluminense FC – São Paulo 1:3 Sorato 31k – Luís Fabiano 12, 85k, Diego Tardelli 63                        |

### Kolejka 19
| Data          | Mecz |
| ------------- | --- |
| 16 lipca 2003 | Santos FC – AA Ponte Preta 2:1 Ricardo Oliveira 41, André Luiz Garcia 50 – Jean Carlos 35                                       |
| 16 lipca 2003 | CR Flamengo – Fortaleza 0:2 Vinícius de Abreu 52, 90+4                                                                          |
| 16 lipca 2003 | Cruzeiro EC – CR Vasco da Gama 4:1 Deivid 10, 50, 68, Edu Dracena 18 – Rodrigo Souto 56                                         |
| 16 lipca 2003 | Goiás EC – Corinthians Paulista 1:1 Josué 28 – Fabinho 50                                                                       |
| 16 lipca 2003 | EC Bahia – São Caetano 0:0 |
| 16 lipca 2003 | Guarani FC – EC Vitória 2:2 Ruy 63, Simăo 72 – Alecsandro 26, 38                                                                |
| 16 lipca 2003 | SC Internacional – Atlético Mineiro 3:3 Daniel Carvalho 23, 45+1, Jefferson Feijăo 87 – Guilherme 11, Alex Alves 30, Cicinho 86 |
| 16 lipca 2003 | EC Juventude – Figueirense FC 1:2 Luciano Ratinho 31k – Cléber 20, Edmílson Matias 53                                           |
| 16 lipca 2003 | Coritiba FBC – Fluminense FC 3:0 Marcel 37, 61, Edu Sales 85                                                                    |
| 17 lipca 2003 | Paysandu SC – Grêmio Porto Alegre 1:1 Wélber 37 – Flávio 48                                                                     |
| 17 lipca 2003 | São Paulo – Athletico Paranaense 2:0 Rico 62, Gustavo Nery 88                                                                   |
| 31 lipca 2003 | Paraná Clube – Criciúma 2:1 Cristiano Ávalos 25, Marquinhos 77 – Dejair 63                                                      |

### Kolejka 20
| Data          | Mecz |
| ------------- | --- |
| 19 lipca 2003 | SC Internacional – Figueirense FC 3:0 Cleiton Xavier 15, Jefferson Feijăo 34, Diego Gavilán 42k                              |
| 19 lipca 2003 | Fluminense FC – Santos FC 1:4 Romário 29 – Elano 36, Nenê 45, Ricardo Oliveira 63, Jerri 90+1                                |
| 19 lipca 2003 | Corinthians Paulista – Guarani FC 1:0 Abuda 29                                                                               |
| 19 lipca 2003 | Fortaleza – Atlético Mineiro 4:3 Vinícius de Abreu 2, 17k, Alysson 40, Clodoaldo 65 – Tucho 33, Cicinho 39, Marcelo Silva 50 |
| 20 lipca 2003 | EC Juventude – Paysandu SC 2:0 Rafael Ledesma 30, Geufer 80                                                                  |
| 20 lipca 2003 | Athletico Paranaense – EC Bahia 2:1 Jackson 22, Dagoberto 51 – Nonato 28                                                     |
| 20 lipca 2003 | Cruzeiro EC – Paraná Clube 5:1 Cris 17, Aristizábal 29, 53, Alex 72, Leandro Wanderley 85 – Fernando Miguel 57               |
| 20 lipca 2003 | CR Vasco da Gama – Grêmio Porto Alegre 2:0 Donizete 20, Rodrigo Souto 26                                                     |
| 20 lipca 2003 | AA Ponte Preta – Coritiba FBC 1:1 Fabrício Carvalho 16 – Reginaldo Nascimento 80                                             |
| 20 lipca 2003 | Criciúma – CR Flamengo 4:3 Leonardo 1, Léo Oliveira 4, 37, Paulo César Baier 23 – Andrezinho 57, Jean Ferreira 80, 86        |
| 20 lipca 2003 | Goiás EC – São Caetano 2:1 Dimba 78, 86 – Marcinho 70                                                                        |
| 20 lipca 2003 | EC Vitória – São Paulo 0:2 Fabiano Rodrigues 7, Rico 29                                                                      |

### Kolejka 21
| Data          | Mecz                                                                                              |
| ------------- | ------------------------------------------------------------------------------------------------- |
| 23 lipca 2003 | Figueirense FC – CR Vasco da Gama 0:0                                                             |
| 23 lipca 2003 | Atlético Mineiro – EC Juventude 2:1 Marcelo Silva 71, Eduardo Scherpel 90+1 – Geufer 78           |
| 23 lipca 2003 | Guarani FC – Athletico Paranaense 1:0 Reinaldo Reis 59                                            |
| 23 lipca 2003 | Santos FC – Goiás EC 3:3 Jerri 28, Nenê 36, Ricardo Oliveira 60 – Fabăo 42, Araújo 45+1, Dimba 68 |
| 23 lipca 2003 | EC Bahia – Corinthians Paulista 0:0                                                               |
| 23 lipca 2003 | Paraná Clube – Fortaleza 4:1 Renaldo 11, 19, Maurílio 39, Fernandinho 83 – Vinícius de Abreu 67   |
| 23 lipca 2003 | Paysandu SC – Cruzeiro EC 3:0 Magnum 54, Robgol 58, 86                                            |
| 24 lipca 2003 | Coritiba FBC – EC Vitória 1:1 Souza 87 – Samir 63                                                 |
| 24 lipca 2003 | São Paulo – AA Ponte Preta 1:2 Luís Fabiano 54 – Jean Carlos 44, Rafael Santos 90+2               |
| 24 lipca 2003 | CR Flamengo – SC Internacional 2:1 Fernando Baiano 41, Jean Ferreira 74 – Cidimar 29              |
| 24 lipca 2003 | São Caetano – Fluminense FC 2:0 Mateus 50, Zé Carlos 69                                           |
| 24 lipca 2003 | Grêmio Porto Alegre – Criciúma 0:2 Leonardo 66, Luciano Almeida 81                                |

### Kolejka 22
| Data          | Mecz                                                                                            |
| ------------- | ----------------------------------------------------------------------------------------------- |
| 26 lipca 2003 | Santos FC – CR Vasco da Gama 2:1 André Luiz Garcia 66, Daniel 79 – Marcelinho Carioca 55        |
| 26 lipca 2003 | Goiás EC – Atlético Mineiro 1:1 Dimba 53 – Guilherme 73                                         |
| 26 lipca 2003 | Athletico Paranaense – Paysandu SC 1:1 Jadson 44 – Zé Augusto 59                                |
| 27 lipca 2003 | SC Internacional – São Caetano 0:0                                                              |
| 27 lipca 2003 | Fortaleza – AA Ponte Preta 2:3 Vinícius de Abreu 45+1, Finazzi 59 – Fabrício Carvalho 5, 56, 82 |
| 27 lipca 2003 | Cruzeiro EC – EC Bahia 5:2 Edu Dracena 7, Aristizábal 45, 59k, 71, Zinho 77 – Lino 64, Didi 70  |
| 27 lipca 2003 | EC Vitória – Paraná Clube 0:3 Ageu 33, Renaldo 57, Marquinhos 68                                |
| 27 lipca 2003 | Criciúma – Coritiba FBC 2:3 Paulo César Baier 58k, 75 – Ceará 1, Odvan 45, Marcel 72k           |
| 27 lipca 2003 | Guarani FC – Figueirense FC 3:0 Dinelson 7, 34, Gílson Santos 17                                |
| 27 lipca 2003 | CR Flamengo – São Paulo 1:1 Anderson 90+1 – Diego Tardelli 31                                   |
| 27 lipca 2003 | EC Juventude – Fluminense FC 2:1 Marcăo 19, Rafael Ledesma 58 – Jadílson 51                     |
| 27 lipca 2003 | Corinthians Paulista – Grêmio Porto Alegre 1:0 Carlos Renato 12                                 |

### Kolejka 23
| Data            | Mecz                                                                                               |
| --------------- | -------------------------------------------------------------------------------------------------- |
| 2 sierpnia 2003 | Fluminense FC – Cruzeiro EC 2:2 Cris 45s, Marcăo 88 – Aristizábal 13, Mota 41                      |
| 2 sierpnia 2003 | São Caetano – EC Juventude 1:1 Tiago 11 – Geufer 90                                                |
| 2 sierpnia 2003 | São Paulo – SC Internacional 0:2 Wilson 47, Nilmar 80                                              |
| 2 sierpnia 2003 | Grêmio Porto Alegre – Santos FC 2:0 George Lucas 2, Jorge Mutt 37                                  |
| 3 sierpnia 2003 | Figueirense FC – Goiás EC 0:1 Araújo 55                                                            |
| 3 sierpnia 2003 | Paraná Clube – Corinthians Paulista 1:1 Renaldo 1 – Fabinho 51                                     |
| 3 sierpnia 2003 | Paysandu SC – Guarani FC 6:1 Magnum 2, Jóbson 9, 17, 82, Borges Neto 76, Sandro Luz 90 – Wágner 40 |
| 3 sierpnia 2003 | Coritiba FBC – Fortaleza 1:1 Marco Brito 26 – Finazzi 59                                           |
| 3 sierpnia 2003 | EC Bahia – Criciúma 2:2 Valdomiro 10, Nonato 73 – Leonardo 56, 82                                  |
| 3 sierpnia 2003 | AA Ponte Preta – CR Flamengo 1:1 Lauro 90+7 – Fábio Baiano 33                                      |
| 3 sierpnia 2003 | CR Vasco da Gama – Athletico Paranaense 2:1 Donizete 74, Da Silva 76 – Fabrício 89                 |
| 3 sierpnia 2003 | Atlético Mineiro – EC Vitória 1:0 Guilherme 28                                                     |

### Kolejka 24
| Data            | Mecz |
| --------------- | --- |
| 6 sierpnia 2003 | Goiás EC – CR Vasco da Gama 3:1 Gustavo Carvalho 46, Dimba 50, 58k – Donizete 29                           |
| 6 sierpnia 2003 | EC Vitória – Paysandu SC 1:1 Alecsandro 35 – Zé Augusto 85                                                 |
| 6 sierpnia 2003 | Athletico Paranaense – Paraná Clube 1:0 Rogério Corrêa 77                                                  |
| 6 sierpnia 2003 | Criciúma – São Caetano 0:1 Adhemar 13                                                                      |
| 6 sierpnia 2003 | Santos FC – Atlético Mineiro 3:3 Elano 50, 59, Renato Florêncio 80 – Kim 13, Guilherme 30, Luiz Alberto 84 |
| 6 sierpnia 2003 | Fortaleza – Fluminense FC 3:1 Marcos Paulo 46, 75, Finazzi 85 – Romário 5                                  |
| 6 sierpnia 2003 | EC Juventude – AA Ponte Preta 0:0                                                                          |
| 6 sierpnia 2003 | Cruzeiro EC – São Paulo 1:1 Mota 76 – Gustavo Nery 50                                                      |
| 7 sierpnia 2003 | CR Flamengo – EC Bahia 6:0 Fernando 45, Edílson 51 68, 88, Rafael 65, 67                                   |
| 7 sierpnia 2003 | Corinthians Paulista – Figueirense FC 0:1 William Fabro 81                                                 |
| 7 sierpnia 2003 | Guarani FC – Grêmio Porto Alegre 2:0 Bruno Quadros 58, Alex Meschini 83                                    |
| 7 sierpnia 2003 | SC Internacional – Coritiba FBC 1:0 Nilmar 58                                                              |

### Kolejka 25
| Data             | Mecz |
| ---------------- | --- |
| 9 sierpnia 2003  | Fluminense FC – Criciúma 1:1 Rodolfo Bispo 8 – Dejair 2                                                        |
| 9 sierpnia 2003  | São Paulo – EC Juventude 3:1 Carlos Alberto Silveira 38, Diego Tardelli 40, 61 – Geufer 81                     |
| 9 sierpnia 2003  | São Caetano – Cruzeiro EC 2:0 Marcinho 42, Serginho 54                                                         |
| 9 sierpnia 2003  | Paraná Clube – Santos FC 1:2 Renaldo 5 – Alex Rodrigo 4, 49                                                    |
| 10 sierpnia 2003 | Grêmio Porto Alegre – Athletico Paranaense 1:1 Caio Decossau 6 – Rogério Corrêa 88                             |
| 10 sierpnia 2003 | Paysandu SC – Goiás EC 2:2 Lecheva 13, Sandro Luz 87 – Araújo 45+1, Gustavo Carvalho 70                        |
| 10 sierpnia 2003 | AA Ponte Preta – SC Internacional 1:4 Gérson 18 – Diego Barcellos 5, Fernando Cardozo 55, Jefferson Feijăo 66  |
| 10 sierpnia 2003 | Coritiba FBC – CR Flamengo 5:0 Marcel 25, 56, Tcheco 44k, Edu Sales 68, Roberto Brum 73k                       |
| 10 sierpnia 2003 | CR Vasco da Gama – Guarani FC 0:0                                                                              |
| 10 sierpnia 2003 | Atlético Mineiro – Corinthians Paulista 2:3 Michel 40, Tucho 46k – Rogério Régis 22, Gil 43, Robert Almeida 54 |
| 10 sierpnia 2003 | EC Bahia – Fortaleza 1:0 Danilo Vergner 69                                                                     |
| 10 sierpnia 2003 | Figueirense FC – EC Vitória 1:2 Luiz Fernando Acuńa 15 – Nenê 35, Arivélton 89                                 |

### Kolejka 26
| Data             | Mecz                                                                                             |
| ---------------- | ------------------------------------------------------------------------------------------------ |
| 16 sierpnia 2003 | CR Vasco da Gama – EC Vitória 1:0 Régis Pitbull 61                                               |
| 16 sierpnia 2003 | EC Bahia – SC Internacional 1:3 Didi 70 – Flávio 8k, Nilmar 38, Edu Silva 62                     |
| 16 sierpnia 2003 | Atlético Mineiro – Athletico Paranaense 1:2 Alex Alves 85 – Alex Mineiro 29, 35                  |
| 16 sierpnia 2003 | Figueirense FC – Santos FC 1:0 Triguinho 85                                                      |
| 16 sierpnia 2003 | São Paulo – Criciúma [played in Ribeirăo Preto] 0:0                                              |
| 16 sierpnia 2003 | Coritiba FBC – EC Juventude 1:0 Edu Sales 67                                                     |
| 17 sierpnia 2003 | Paysandu SC – Corinthians Paulista 2:2 Aldrovani 19, Júnior Amorim 80 – Rogério Régis 44k, 83    |
| 17 sierpnia 2003 | Fluminense FC – CR Flamengo 0:1 Jean Ferreira 61                                                 |
| 17 sierpnia 2003 | São Caetano – Fortaleza 3:0 Adhemar 7, Marcinho 62, Warley 79                                    |
| 17 sierpnia 2003 | AA Ponte Preta – Cruzeiro EC 1:3 Rafael Santos FC 37 – Aristizábal 34k, Alex 43, Márcio Nobre 59 |
| 17 sierpnia 2003 | Grêmio Porto Alegre – Goiás EC 0:1 Grafite 76                                                    |
| 17 sierpnia 2003 | Paraná Clube – Guarani FC 0:0                                                                    |

### Kolejka 27
| Data             | Mecz |
| ---------------- | --- |
| 20 sierpnia 2003 | CR Flamengo – São Caetano 1:0 Jean Ferreira 14                                                                    |
| 20 sierpnia 2003 | Santos FC – Paysandu SC 2:0 Alex Rodrigo 62, Diego Ribas 64                                                       |
| 20 sierpnia 2003 | Corinthians Paulista – CR Vasco da Gama 0:0                                                                       |
| 20 sierpnia 2003 | Goiás EC – Paraná Clube 1:0 Grafite 22                                                                            |
| 20 sierpnia 2003 | Fortaleza – São Paulo 0:2 Kléber 33, Rico 88                                                                      |
| 20 sierpnia 2003 | EC Juventude – EC Bahia 1:0 Rafael Ledesma 23k                                                                    |
| 20 sierpnia 2003 | Cruzeiro EC – Coritiba FBC 2:2 Márcio Nobre 30, Mota 70 – Tcheco 14, Marcel 18k                                   |
| 20 sierpnia 2003 | Athletico Paranaense – Figueirense FC 1:2 Rogério Correia 20 – Felipe Oliveira 10, Luciano Sorriso 79             |
| 20 sierpnia 2003 | EC Vitória – Grêmio Porto Alegre 4:1 Alessandro Azevedo 11, Zé Roberto 32, Almir 40, Maestri 54 – George Lucas 13 |
| 21 sierpnia 2003 | Criciúma – AA Ponte Preta 3:0 Duílio 6, Dejair 43, 77                                                             |
| 21 sierpnia 2003 | SC Internacional – Fluminense FC 0:1 Carlos Alberto Jesus 61                                                      |
| 21 sierpnia 2003 | Guarani FC – Atlético Mineiro 2:2 Wagner 2, Rodrigăo 56k – André Luís Nascimento 17, Juninho 81                   |

### Kolejka 28
| Data             | Mecz                                                                                           |
| ---------------- | ---------------------------------------------------------------------------------------------- |
| 23 sierpnia 2003 | Santos FC – CR Flamengo 2:1 Elano 14, Alex Rodrigo 22 – Edílson 53k                            |
| 23 sierpnia 2003 | Grêmio Porto Alegre – São Caetano 0:0                                                          |
| 23 sierpnia 2003 | Athletico Paranaense – Fortaleza 3:1 Luciano Santos 1, Daniel Horst 50, 83 – Fernandăo 24      |
| 23 sierpnia 2003 | Goiás EC – Cruzeiro EC 1:0 Dimba 38k                                                           |
| 24 sierpnia 2003 | CR Vasco da Gama – São Paulo 3:2 Beto 42, Henrique 62, Edmundo 66 – Luís Fabiano 50k, 63       |
| 24 sierpnia 2003 | Paysandu SC – AA Ponte Preta 3:2 Aldrovani 19, Sandro Luz 32, Jorginho 69 – Ronildo 27, Piá 50 |
| 24 sierpnia 2003 | Paraná Clube – Fluminense FC 2:0 Marquinhos 4, Renaldo 90+4k mecz w Maringá                    |
| 24 sierpnia 2003 | Corinthians Paulista – SC Internacional 3:1 Wilson 51, 60, Jô 68 – Jéfferson Feijăo 30         |
| 24 sierpnia 2003 | Atlético Mineiro – EC Bahia 1:0 Fábio Júnior 41                                                |
| 24 sierpnia 2003 | EC Vitória – EC Juventude 3:0 Zé Roberto 11, 58, Almir 13                                      |
| 24 sierpnia 2003 | Figueirense FC – Coritiba FBC 1:2 William Fabro 72 – Danilo 34, Edu Sales 46                   |
| 24 sierpnia 2003 | Guarani FC – Criciúma 1:0 Dinélson 75                                                          |

### Kolejka 29
| Data             | Mecz |
| ---------------- | --- |
| 30 sierpnia 2003 | Fluminense FC – Grêmio Porto Alegre 2:0 Marcelo Macedo 38, Lopes 86 mecz w Juiz de Fora                            |
| 30 sierpnia 2003 | Fortaleza – Santos FC 0:0                                                                                          |
| 30 sierpnia 2003 | Cruzeiro EC – Guarani FC 4:1 Alex 4, 37, 82, Aristizábal 53 – Ruy 82                                               |
| 30 sierpnia 2003 | São Paulo – Paysandu SC 1:0 Luís Fabiano 67 mecz w São José do Rio Preto                                           |
| 30 sierpnia 2003 | SC Internacional – EC Vitória 0:1 Alecsandro 54                                                                    |
| 31 sierpnia 2003 | São Caetano – CR Vasco da Gama 1:0 Marcinho 60                                                                     |
| 31 sierpnia 2003 | EC Juventude – Goiás EC 0:2 Dimba 17, Wando 78                                                                     |
| 31 sierpnia 2003 | CR Flamengo – Corinthians Paulista 1:0 Jean Ferreira 61                                                            |
| 31 sierpnia 2003 | Coritiba FBC – Atlético Mineiro 2:2 Marcel 56, 75 – Juninho 66, Lúcio Flávio 86k                                   |
| 31 sierpnia 2003 | Criciúma – Athletico Paranaense 2:0 Léo Mineiro 71, Dejair 87                                                      |
| 31 sierpnia 2003 | EC Bahia – Paraná Clube 4:2 Valdomiro 2, Accioly 48, Jean Carlos Conceiçăo 64, Lino 80k – Renaldo 31k, Vandinho 90 |
| 31 sierpnia 2003 | AA Ponte Preta – Figueirense FC 1:1 Darío Gigena 88 – Filipe Kasmirski 15                                          |

### Kolejka 30
| Data             | Mecz |
| ---------------- | --- |
| 13 września 2003 | Corinthians Paulista – Fortaleza 2:0 Abuda 42, Jamelli 73                                               |
| 13 września 2003 | Grêmio Porto Alegre – EC Bahia 1:1 Adriano 63 – Didi 53                                                 |
| 13 września 2003 | Santos FC – Criciúma 5:2 William 1, 5, 16, Renato Florêncio 19, 22 – Dejair 2, 33                       |
| 13 września 2003 | Athletico Paranaense – Cruzeiro EC 1:4 Fernandinho 56 – Alex 19k, 33k, Mota 27, 81                      |
| 14 września 2003 | EC Vitória – CR Flamengo 1:0 Alessandro Azevedo 18                                                      |
| 14 września 2003 | CR Vasco da Gama – Fluminense FC 1:0 Ozéia 86                                                           |
| 14 września 2003 | Goiás EC – SC Internacional 3:1 Grafite 22, 56, Araújo 35k – Edu Silva 66                               |
| 14 września 2003 | Figueirense FC – São Paulo 2:2 Fernandinho 35, Sandro Gaúcho 81 – Luís Fabiano 73, Adriano Silvestre 78 |
| 14 września 2003 | Atlético Mineiro – AA Ponte Preta 2:0 Fábio Júnior 35, Kim 59                                           |
| 14 września 2003 | Paysandu SC – São Caetano 1:0 Wélber 9                                                                  |
| 14 września 2003 | Guarani FC – EC Juventude 2:0 Dinelson 53, Wagner 88                                                    |
| 14 września 2003 | Paraná Clube – Coritiba FBC 2:3 Renaldo 31k, Ceará 65s – Willian 39, Aparecido Lima 67, Marcel 87       |

### Kolejka 31
| Data             | Mecz |
| ---------------- | --- |
| 20 września 2003 | Fluminense FC – Paysandu SC 1:1 Joăozinho 17 – Aldrovani 65                                              |
| 20 września 2003 | SC Internacional – Guarani FC 2:0 Jefferson Feijăo 30, 66                                                |
| 20 września 2003 | Cruzeiro EC – Santos FC 3:0 Aristizábal 14k, 73, Felipe Mello 69                                         |
| 20 września 2003 | Coritiba FBC – Grêmio Porto Alegre 1:0 Helinho 76                                                        |
| 20 września 2003 | AA Ponte Preta – Paraná Clube 4:0 Fabrício Carvalho 25k, 78, Adrianinho 45, Jean Carlos 82 mecz w Santos |
| 21 września 2003 | EC Bahia – CR Vasco da Gama 3:0 Didi 15, Lino 56, Accioly 59                                             |
| 21 września 2003 | Criciúma – Corinthians Paulista 1:0 Tico 1                                                               |
| 21 września 2003 | Fortaleza – EC Vitória 1:0 Rena 41 mecz w Sobral                                                         |
| 21 września 2003 | CR Flamengo – Goiás EC 1:1 André Gomes 82 – Araújo 12                                                    |
| 21 września 2003 | EC Juventude – Athletico Paranaense 4:0 Geufer 21, Leonardo Manzi 33, 45+1, Renatinho 73                 |
| 21 września 2003 | São Caetano – Figueirense FC 0:2 Sandro Gaúcho 62, Márcio Goiano 78                                      |
| 21 września 2003 | São Paulo – Atlético Mineiro 2:2 Kléber 21, Rogério Cêni 24 – Alex Alves 7, Fábio Júnior 90+2            |

### Kolejka 32
| Data             | Mecz |
| ---------------- | --- |
| 24 września 2003 | Guarani FC – CR Flamengo 5:3 Alex Meschini 15, Dinelson 36, Juninho 40, Rafael Silva 56k, Wagner 80 – Edílson 2, 73k, Igor Freire 60 |
| 24 września 2003 | Goiás EC – Fortaleza 0:1 Sérgio 90+1                                                                                                 |
| 24 września 2003 | Paraná Clube – São Paulo 4:2 Marquinhos 35, Renaldo 59, 71, Fernandinho 78 – Luís Fabiano 31, 41k                                    |
| 24 września 2003 | Paysandu SC – EC Bahia 4:0 Vélber 1, Sandro Luz 8, Lecheva 81k, Souza 90                                                             |
| 24 września 2003 | EC Vitória – Criciúma 1:1 Zé Roberto 44 – Alecsandro 17s                                                                             |
| 24 września 2003 | Grêmio Porto Alegre – AA Ponte Preta 2:2 Christian Corrêa 14, Élton 79 – Ronildo 17, Darío Gigena 84                                 |
| 24 września 2003 | Athletico Paranaense – SC Internacional 2:1 Dagoberto 78, Alex Mineiro 83k – Flávio Luiz 24                                          |
| 24 września 2003 | Santos FC – EC Juventude 1:1 William 74 – Índio 9                                                                                    |
| 24 września 2003 | Corinthians Paulista – Cruzeiro EC 0:1 Maurinho 21                                                                                   |
| 25 września 2003 | Figueirense FC – Fluminense FC 2:2 Bilú 56k, 82k – Carlos Alberto Jesus 35, Júnio César 67                                           |
| 25 września 2003 | CR Vasco da Gama – Coritiba FBC 2:1 Edmundo 44k, Danilo Valério 87 – Edu Sales 90+3k                                                 |
| 25 września 2003 | Atlético Mineiro – São Caetano 3:1 Fábio Júnior 17, Scheidt 32, Luiz Alberto 67 – Somália 15                                         |

### Kolejka 33
| Data             | Mecz |
| ---------------- | --- |
| 27 września 2003 | SC Internacional – Santos FC 1:0 Diego Barcellos 70                                                                                                |
| 27 września 2003 | CR Flamengo – Athletico Paranaense 2:1 Rafael 14, Edílson 75k – Alex Mineiro 64k                                                                   |
| 27 września 2003 | São Paulo – Grêmio Porto Alegre 3:1 Fábio Simplício 60, Kléber 64, Jean Witte 89 – Ânderson Lima 80k                                               |
| 28 września 2003 | Fluminense FC – Atlético Mineiro 0:1 Lúcio Flávio 10                                                                                               |
| 28 września 2003 | Fortaleza – Guarani FC 3:0 Vinícius de Abreu 1, 9, Rena 71                                                                                         |
| 28 września 2003 | Criciúma – Goiás EC 1:0 Dejair 18 |
| 28 września 2003 | EC Juventude – Corinthians Paulista 6:1 Neto 19, Leonardo Manzi 38, Hugo 45+1k, Mineiro 63, Marcelo Pereira 65, Felipe Spellmeier 87 – Jamelli 57k |
| 28 września 2003 | AA Ponte Preta – CR Vasco da Gama 2:2 Rodrigo Costa 1, Darío Gigena 90+1 – Fabiano 42, Edmundo 61                                                  |
| 28 września 2003 | EC Bahia – Figueirense FC 1:1 Valdomiro 70 – Sandro Gaúcho 4                                                                                       |
| 28 września 2003 | Cruzeiro EC – EC Vitória 1:0 Mota 47 |
| 28 września 2003 | Coritiba FBC – Paysandu SC 1:0 Aparecido Lima 39                                                                                                   |
| 28 września 2003 | São Caetano – Paraná Clube 2:0 Warley 75, 88 |

### Kolejka 34
| Data                | Mecz |
| ------------------- | --- |
| 4 października 2003 | Athletico Paranaense – Fluminense FC 0:0                                                                      |
| 4 października 2003 | Paysandu SC – SC Internacional 0:0                                                                            |
| 4 października 2003 | Grêmio Porto Alegre – Figueirense FC 3:1 Gilberto 26, Christian Corrêa 45, Ânderson Lima 68k – Fernandinho 43 |
| 4 października 2003 | São Caetano – AA Ponte Preta 1:0 Marcinho 41                                                                  |
| 4 października 2003 | São Paulo – Santos FC 1:2 Luís Fabiano 66 – William 37, 55                                                    |
| 5 października 2003 | EC Vitória – Corinthians Paulista 1:2 Moreno 4s – César Belli 41, Gil 80                                      |
| 5 października 2003 | CR Flamengo – Paraná Clube 0:3 Fernandinho 55, Renaldo 82k, Marquinhos 90+2                                   |
| 5 października 2003 | Goiás EC – EC Bahia 3:1 Leandro Smith 38, Marabá 43, Dimba 48 – Jean Carlos Conceiçăo 5                       |
| 5 października 2003 | Atlético Mineiro – CR Vasco da Gama 2:1 Alex Alves 18, Fábio Júnior 49 – Rodrigo Souto 77                     |
| 5 października 2003 | EC Juventude – Fortaleza 2:2 Hugo 2, 16k – Messias 40, Finazzi 87                                             |
| 5 października 2003 | Criciúma – Cruzeiro EC 1:3 Leonardo 43 – Márcio Oliveira 58, 89, Aristizábal 80                               |
| 5 października 2003 | Guarani FC – Coritiba FBC 2:1 Rafael Silva 23, Alex Meschini 72 – Souza 81                                    |

### Kolejka 35
| Data                | Mecz                                                                                                   |
| ------------------- | --- |
| 8 października 2003 | Cruzeiro EC – CR Flamengo 2:0 Edu Dracena 49, Alex Alves 80                                            |
| 8 października 2003 | Coritiba FBC – Goiás EC 1:0 Alexandre Fávaro 17                                                        |
| 8 października 2003 | EC Bahia – São Paulo 3:0 Pretto 11, Guto 67, Danilo Vergner 87                                         |
| 8 października 2003 | Santos FC – Guarani FC 1:1 Alex Rodrigo 83 – Ruy 40                                                    |
| 8 października 2003 | AA Ponte Preta – Athletico Paranaense 2:2 Marquinhos 28, Rafael Marques 77 – Luciano Santos 9, Ilan 62 |
| 8 października 2003 | CR Vasco da Gama – EC Juventude 1:1 Edmundo 22 – Neto 16                                               |
| 8 października 2003 | Corinthians Paulista – São Caetano 0:3 Warley 8, Luís Carlos Capixaba 53, Adhemar 73                   |
| 8 października 2003 | Fortaleza – Grêmio Porto Alegre 2:2 Richarlysson 33, Ânderson Lima 90s – Tinga 6, Ânderson Lima 90+1   |
| 9 października 2003 | Fluminense FC – EC Vitória 2:0 Lopes 33, Romário 75                                                    |
| 9 października 2003 | Paraná Clube – Paysandu SC 4:2 Renaldo 9, 40, 50, Cristiano Ávalos 20 – Souza 17, Cristiano 82         |
| 9 października 2003 | Figueirense FC – Atlético Mineiro 0:1 Fábio Júnior 53                                                  |
| 9 października 2003 | SC Internacional – Criciúma 2:0 Nilmar 23, Diego Barcellos 38                                          |

### Kolejka 36
| Data                 | Mecz |
| -------------------- | --- |
| 11 października 2003 | São Caetano – Santos FC 2:2 Marcinho 65, 83 – Robinho 1, Renato Florêncio 81                                    |
| 11 października 2003 | Athletico Paranaense – Coritiba FBC 2:0 Ilan 34, 68                                                             |
| 11 października 2003 | Guarani FC – AA Ponte Preta 1:3 Wágner 72 – Darío Gigena 64, 68k, 88k                                           |
| 12 października 2003 | EC Vitória – EC Bahia 2:1 Alexsandro Goiano 32, Samir 80 – Pretto 23                                            |
| 12 października 2003 | CR Flamengo – CR Vasco da Gama 2:1 Rafael 28, Edílson 90+1 – Edmundo 55                                         |
| 12 października 2003 | Goiás EC – Fluminense FC 6:1 Grafite 1, 26, Gil Baiano 35, Fabăo 45, Araújo 66, 84 – Romário 60k                |
| 12 października 2003 | São Paulo – Corinthians Paulista 3:0 Diego Tardelli 76, Carlos Alberto Silveira 87, Fábio Simplício 90          |
| 12 października 2003 | Atlético Mineiro – Cruzeiro EC 0:1 Mota 34                                                                      |
| 12 października 2003 | SC Internacional – Grêmio Porto Alegre 0:1 Christian Corrêa                                                     |
| 12 października 2003 | EC Juventude – Paraná Clube 1:1 Leonardo Manzi 71 – Valentim 88                                                 |
| 12 października 2003 | Figueirense FC – Criciúma 4:2 Luciano Sorriso 34, Fernandinho 48, 78, Márcio Goiano 71 – Dejair 33, Leonardo 79 |
| 15 października 2003 | Paysandu SC – Fortaleza 3:0 Jóbson 14, Jorginho 35, Vélber 87                                                   |

### Kolejka 37
| Data                 | Mecz |
| -------------------- | --- |
| 18 października 2003 | Grêmio Porto Alegre – Atlético Mineiro 2:2 Christian Corrêa 2, Roger 54 – Paulinho 26, 43                                   |
| 18 października 2003 | CR Flamengo – Paysandu SC 2:0 Rafael 12, Edílson 72                                                                         |
| 18 października 2003 | Guarani FC – Fluminense FC 2:0 Rafael Silva 21k, Rodrigăo 83                                                                |
| 18 października 2003 | Goiás EC – São Paulo 3:1 Grafite 18, Dimba 37k, 55 – Fábio Simplício 52                                                     |
| 18 października 2003 | Coritiba FBC – EC Bahia 3:2 Marcel 11, 81, Danilo 63 – Didi 6, Valdomiro 57                                                 |
| 19 października 2003 | Corinthians Paulista – AA Ponte Preta 3:0 Fabinho 31, Marquinhos 37, Gil 77                                                 |
| 19 października 2003 | Santos FC – Athletico Paranaense 3:2 Alex Rodrigo 10, Diego Ribas 40k, Fabiano Costa 51k – Fernandinho 4, Luciano Santos 56 |
| 19 października 2003 | Paraná Clube – SC Internacional 4:0 Marquinhos 8, Fernandinho 44, 54, Maurílio 70                                           |
| 19 października 2003 | Criciúma – CR Vasco da Gama 2:1 Leonardo 36, Duílio 80 – Beto 48                                                            |
| 19 października 2003 | Fortaleza – Figueirense FC 1:1 Rena 47 – Márcio Goiano 57                                                                   |
| 19 października 2003 | EC Vitória – São Caetano 0:0                                                                                                |
| 19 października 2003 | Cruzeiro EC – EC Juventude 1:2 Maurinho 32 – Neto 35, Leonardo Inácio 90+1                                                  |

### Kolejka 38
| Data                 | Mecz |
| -------------------- | --- |
| 22 października 2003 | EC Bahia – Santos FC 4:7 Didi 9, 22, Cícero 36, Pretto 51 – Robinho 13, 15, Léo 27, Diego Ribas 63, William 79, Fabiano Costa 90+2k |
| 22 października 2003 | SC Internacional – Cruzeiro EC 1:0 Flávio Luiz 63k                                                                                  |
| 22 października 2003 | Figueirense FC – CR Flamengo 0:0 |
| 22 października 2003 | Fluminense FC – Corinthians Paulista 1:0 Romário 86                                                                                 |
| 22 października 2003 | São Caetano – Coritiba FBC 2:0 Serginho 6, Adhemar 31                                                                               |
| 22 października 2003 | Athletico Paranaense – EC Vitória 1:2 Thiago 15 – Dudu Cearense 35, Adaílton 44 mecz w Londrina                                     |
| 22 października 2003 | AA Ponte Preta – Goiás EC 0:2 Grafite 42, Araújo 77                                                                                 |
| 23 października 2003 | Paysandu SC – Criciúma 4:0 Magnum 64, Jorginho 70, Jóbson 73, Zé Augusto 80                                                         |
| 23 października 2003 | Atlético Mineiro – Paraná Clube 2:2 Paulinho 27, Fábio Júnior 85 – Renaldo 9k, 39                                                   |
| 23 października 2003 | EC Juventude – Grêmio Porto Alegre 1:2 Taílson 63 – Christian Corrêa 16, Cládio Pitbull 54                                          |
| 23 października 2003 | CR Vasco da Gama – Fortaleza 1:1 Valdir Bigode 6 – Rena 34 mecz w Manaus                                                            |
| 23 października 2003 | São Paulo – Guarani FC 3:3 Luís Fabiano 9, 60k, Fábio Simplício 11 – Wagner 51, Rafael Silva 53, Rodrigăo 90+4k                     |

### Kolejka 39
| Data                 | Mecz |
| -------------------- | --- |
| 25 października 2003 | EC Bahia – Fluminense FC 2:2 Jean Carlos Conceiçăo 36, Valdomiro 90+1 – Romário 15, Rodolfo Bispo 45+1                     |
| 25 października 2003 | Cruzeiro EC – Figueirense FC 1:0 Mota 63                                                                                   |
| 25 października 2003 | Coritiba FBC – Santos FC 0:4 Robinho 22, 51, Léo 35, André Luiz Garcia 68                                                  |
| 25 października 2003 | AA Ponte Preta – EC Vitória 1:1 Lucas 51 – Dudu Cearense 12                                                                |
| 26 października 2003 | Paysandu SC – Atlético Mineiro 1:0 Vélber 6                                                                                |
| 26 października 2003 | Paraná Clube – CR Vasco da Gama 3:3 Renaldo 3k, 36k, Fernandinho 4 – Valdir Bigode 17k, 27, Morais 50 mecz w Florianópolis |
| 26 października 2003 | CR Flamengo – Grêmio Porto Alegre 2:1 Andrezinho 5, Fabiano Eller 70 – Gilberto 34                                         |
| 26 października 2003 | Corinthians Paulista – Athletico Paranaense 2:3 Coelho 7, 33 – Rogério Corrêa 51, Fabinho 64k, Douglas Silva 90+2          |
| 26 października 2003 | São Caetano – São Paulo 0:1 Luís Fabiano 46k                                                                               |
| 26 października 2003 | Criciúma – Fortaleza 2:2 Paulo César Souza 22, Dejair 54 – Chiquinho 31, Clodoaldo 85                                      |
| 26 października 2003 | SC Internacional – EC Juventude 0:0                                                                                        |
| 26 października 2003 | Goiás EC – Guarani FC 3:0 Leandro Smith 28, Dimba 39, Marabá                                                               |

### Kolejka 40
| Data             | Mecz |
| ---------------- | --- |
| 1 listopada 2003 | Fluminense FC – AA Ponte Preta 2:2 Marcelo Macedo 47, Júnio César 82 – Valdir Lucas 63, Darío Gigena 78        |
| 1 listopada 2003 | Atlético Mineiro – Criciúma 1:1 Lúcio Flávio 90+4k – Dejair 29                                                 |
| 1 listopada 2003 | Grêmio Porto Alegre – Paraná Clube 0:2 Fernando Miguel 3, Renaldo 16                                           |
| 1 listopada 2003 | Athletico Paranaense – São Caetano 1:0 Jadson 68                                                               |
| 1 listopada 2003 | Guarani FC – EC Bahia 3:2 Rafael Silva 45, Wagner 46, 55k – Bruno Quadros 27s, Luiz Alberto 80                 |
| 2 listopada 2003 | São Paulo – Coritiba FBC 1:0 Luís Fabiano 57                                                                   |
| 2 listopada 2003 | Fortaleza – Cruzeiro EC 1:2 Chiquinho 58 – Thiago Gösling 40, Richarlyson 48s                                  |
| 2 listopada 2003 | CR Vasco da Gama – SC Internacional 0:1 Diego Gavilán 32 mecz w Aracaju                                        |
| 2 listopada 2003 | Figueirense FC – Paysandu SC 6:0 Cléber 7, William Fabro 16, Fernandinho 48, 69, Edmílson 52, Sandro Gaúcho 79 |
| 2 listopada 2003 | EC Vitória – Goiás EC 3:4 Zé Roberto 19, Dudu Cearense 22, Alecsandro 29 – Grafite 47, 62, Dimba 52k, 75       |
| 2 listopada 2003 | Santos FC – Corinthians Paulista 3:1 Robinho 40, Pereira 59, Fabiano Costa 71 – Fabrício 29                    |
| 2 listopada 2003 | EC Juventude – CR Flamengo 2:2 Rafael Ledesma 51, Dante 75 – Edílson 42, André Gomes 74                        |

### Kolejka 41
| Data             | Mecz |
| ---------------- | --- |
| 5 listopada 2003 | Paraná Clube – Figueirense FC 1:1 Renaldo 42k – Bilu 51 mecz w Londrina                                          |
| 5 listopada 2003 | Paysandu SC – CR Vasco da Gama 1:2 Sandro Luz 82k – Valdir Bigode 30k, Anderson Costa 62                         |
| 5 listopada 2003 | EC Juventude – Criciúma 3:1 Renato 15, Taílson 24, Marcelo Pereira 68k – Paulo César Souza 55                    |
| 5 listopada 2003 | SC Internacional – Fortaleza 1:1 Diego Gavilán 60 – Chiquinho 17                                                 |
| 5 listopada 2003 | Cruzeiro EC – Grêmio Porto Alegre 3:0 Wendell 27, Alex 29, Mota 40                                               |
| 5 listopada 2003 | Coritiba FBC – Corinthians Paulista 1:0 Maurinho 62                                                              |
| 5 listopada 2003 | Santos FC – EC Vitória 3:1 Alex Rodrigo 63, Jerri 66, Fabiano Costa 82 – Alecsandro 60                           |
| 5 listopada 2003 | São Paulo – Fluminense FC 1:0 Luís Fabiano 90+3                                                                  |
| 6 listopada 2003 | Guarani FC – São Caetano 0:1 Zé Carlos 72                                                                        |
| 6 listopada 2003 | EC Bahia – AA Ponte Preta 1:0 Didi 70                                                                            |
| 6 listopada 2003 | Goiás EC – Athletico Paranaense 4:1 Grafite 34, Dimba 41, 44, Araújo 80 – Fabăo 70s                              |
| 6 listopada 2003 | CR Flamengo – Atlético Mineiro 3:2 Edílson 12k, Jônatas Domingos 83, Zé Carlos 90+1 – Michel 13, Fábio Júnior 20 |

### Kolejka 42
| Data             | Mecz |
| ---------------- | --- |
| 8 listopada 2003 | Criciúma – Paraná Clube 1:2 Dejair 16 – Ageu 41, Renaldo 70k mecz w Florianópolis                                                              |
| 8 listopada 2003 | Grêmio Porto Alegre – Paysandu SC 2:0 George Lucas 62, Gilberto 88                                                                             |
| 8 listopada 2003 | Fluminense FC – Coritiba FBC 3:2 Romário 10, 90+3, Alex Oliveira 88 – Marcel 43k, Aparecido Lima 71                                            |
| 9 listopada 2003 | EC Vitória – Guarani FC 0:0 |
| 9 listopada 2003 | Figueirense FC – EC Juventude 2:1 Bilu 23, Rodrigo 74 – Raone 21                                                                               |
| 9 listopada 2003 | AA Ponte Preta – Santos FC 3:4 Rodrigo Costa 9, Jean Carlos 33, Luizinho Vieira 75 – Elano 23, Diego Ribas 45+1, 61, Renato Florêncio 77       |
| 9 listopada 2003 | Fortaleza – CR Flamengo 4:1 Rena 5, 87, Mazinho Loyola 44, Vinícius Abreu 83k – André Gomes 41                                                 |
| 9 listopada 2003 | CR Vasco da Gama – Cruzeiro EC 0:1 Márcio Nobre 53 mecz w Campo Grande                                                                         |
| 9 listopada 2003 | Corinthians Paulista – Goiás EC 2:0 Jamelli 11, Gil 20                                                                                         |
| 9 listopada 2003 | Athletico Paranaense – São Paulo 4:3 Fernandinho 36k, 45+1, Adriano Vieira 50, Jadson 77 – Luís Fabiano 52, Diego Lugano 72, Diego Tardelli 65 |
| 9 listopada 2003 | Atlético Mineiro – SC Internacional 1:2 Paulinho 62 – Nilmar 5, 14                                                                             |
| 9 listopada 2003 | São Caetano – EC Bahia 4:1 Somália 5, Adhemar 39, Tiago 41, Mateus 90 – Didi 71                                                                |

### Kolejka 43
| Data              | Mecz |
| ----------------- | --- |
| 22 listopada 2003 | Grêmio Porto Alegre – CR Vasco da Gama 4:3 Gilberto 10, 41, Cláudio Pitbull 46, Élton 80 – Edmundo 13, Morais 37, Victor Boleta 88 |
| 22 listopada 2003 | CR Flamengo – Criciúma 1:0 Jônatas Domingos 90+3                                                                                   |
| 22 listopada 2003 | Coritiba FBC – AA Ponte Preta 1:1 Edu Salles 81 – Adrianinho 9k                                                                    |
| 22 listopada 2003 | Figueirense FC – SC Internacional 3:2 William Fabro 16, Fernandinho 24, 41 – Vinícius 47, 74                                       |
| 22 listopada 2003 | Atlético Mineiro – Fortaleza 2:0 Alex Alves 22, Enrico 90+2 mecz w Ipatinga                                                        |
| 23 listopada 2003 | Santos FC – Fluminense FC 3:1 Diego Ribas 50, Alex Rodrigo 52, Fabiano Souza 57 – Esquerdinha 47                                   |
| 23 listopada 2003 | São Paulo – EC Vitória 3:1 Diego Tardelli 30, Willamis Souza 40, Fábio Simplício 83 – Alecsandro 21                                |
| 23 listopada 2003 | Paraná Clube – Cruzeiro EC 1:3 Everton Cavalcante 84 – Aristizábal 37, Wendell 67, Márcio Nobre 83                                 |
| 23 listopada 2003 | São Caetano – Goiás EC 1:0 Somália 22                                                                                              |
| 23 listopada 2003 | Guarani FC – Corinthians Paulista 0:1 Fabrício 19                                                                                  |
| 23 listopada 2003 | Paysandu SC – EC Juventude 3:2 Souza 20, Magnum 46, Aldrovani 71 – Neto 51, Raone 66                                               |
| 23 listopada 2003 | EC Bahia – Athletico Paranaense 0:2 Alex Mineiro 25, Marcelo Souza 89s                                                             |

### Kolejka 44
| Data              | Mecz |
| ----------------- | --- |
| 29 listopada 2003 | CR Vasco da Gama – Figueirense FC 1:0 Henrique Peixoto 90                                                               |
| 29 listopada 2003 | EC Juventude – Atlético Mineiro 1:0 Índio 79                                                                            |
| 29 listopada 2003 | Fluminense FC – São Caetano 2:1 Marcelo Macedo 59, Romário 77k – Warley 75                                              |
| 29 listopada 2003 | SC Internacional – CR Flamengo 3:1 Diego Barcellos 18, Jefferson Feijăo 25, Diego Gavilán 37 – Rafael 55                |
| 29 listopada 2003 | Athletico Paranaense – Guarani FC 3:1 Adriano Vieira 42, 73, Jadson 90+2 – Leandro Guerreiro 76                         |
| 30 listopada 2003 | Cruzeiro EC – Paysandu SC 2:1 Zinho 7, Mota 73 – Aldrovani 90 Mecz decydował o mistrzostwie Brazylii                    |
| 30 listopada 2003 | Corinthians Paulista – EC Bahia 1:2 Wilson 22 – Didi 47, Pretto 76k                                                     |
| 30 listopada 2003 | Goiás EC – Santos FC 3:0 Grafite 38, Pereira 53s, Dimba 85                                                              |
| 30 listopada 2003 | AA Ponte Preta – São Paulo 1:2 Luís Carlos 48 – Gabriel 58, Willamis Souza 74                                           |
| 30 listopada 2003 | Fortaleza – Paraná Clube 5:3 Mazinho Loyola 1, 59, Vinícius Abreu 30k, Rena 40, Fernandăo 54 – Renaldo 56, 82k, Caio 63 |
| 30 listopada 2003 | EC Vitória – Coritiba FBC 1:0 Robson Luís 55                                                                            |
| 30 listopada 2003 | Criciúma – Grêmio Porto Alegre 0:2 George Lucas 41, Christian Corrêa 66                                                 |

### Kolejka 45
| Data           | Mecz |
| -------------- | --- |
| 6 grudnia 2003 | Goiás EC – Figueirense FC 0:3 Fernandinho 56, Danilo Santos FC 78, 90+1                                         |
| 6 grudnia 2003 | EC Vitória – Atlético Mineiro 0:1 Quirino 88                                                                    |
| 6 grudnia 2003 | Athletico Paranaense – CR Vasco da Gama 2:2 Adriano Vieira 45+2, 75 – Morais 60, Wecsley 77                     |
| 6 grudnia 2003 | Corinthians Paulista – Paraná Clube 1:1 Carlos Renato 9 – Marquinhos 31                                         |
| 7 grudnia 2003 | Guarani FC – Paysandu SC 2:1 Wagner 12, Gílson 26 – Magnum 15                                                   |
| 7 grudnia 2003 | Cruzeiro EC – Fluminense FC 5:2 Mota 48, Alex 61, 77, Márcio Nobre 70, Zinho 89 – Rodolfo Bispo 24, Jadílson 78 |
| 7 grudnia 2003 | Fortaleza – Coritiba FBC 2:2 Daniel 78, Rena 90 – Alexandre Fávaro 28, Marcel 55                                |
| 7 grudnia 2003 | SC Internacional – São Paulo 1:1 Cidmar 84 – Diego Tardelli 15                                                  |
| 7 grudnia 2003 | CR Flamengo – AA Ponte Preta 1:1 Felipe Loureiro 28 – Rafael Ueta 36k                                           |
| 7 grudnia 2003 | Criciúma – EC Bahia 3:2 Paulo César Baier 17k, Rômulo 51, Léo Oliveira 80 – Danilo Vergner 12, Pretto 46        |
| 7 grudnia 2003 | Santos FC – Grêmio Porto Alegre 2:2 Alex Rodrigo 45, Diego Ribas 71 – Christian Corrêa 41, Bruno 63             |
| 7 grudnia 2003 | EC Juventude – São Caetano 2:1 Marcelo Pereira 4, Felipe Spellmeier 58 – Somália 72                             |

### Kolejka 46
| Data            | Mecz                                                                                       |
| --------------- | ------------------------------------------------------------------------------------------ |
| 13 grudnia 2003 | Figueirense FC – Guarani FC 2:0 Danilo 4k, 62                                              |
| 13 grudnia 2003 | Paraná Clube – EC Vitória 2:0 Fernando Miguel 15, Renaldo 38                               |
| 13 grudnia 2003 | São Caetano – SC Internacional 5:0 Zé Carlos 35, Somália 59, 74, Warley 79, Adhemar 84     |
| 13 grudnia 2003 | Coritiba FBC – Criciúma 2:0 Marcel 36k, Aparecido Lima 60                                  |
| 13 grudnia 2003 | Atlético Mineiro – Goiás EC 3:2 Renato 8, Luiz Alberto 48, Alex 69 – Fabăo 22, Dimba 64k   |
| 14 grudnia 2003 | São Paulo – CR Flamengo 1:3 Diego Tardelli 12 – Rafael 43, Edílson 46, 66                  |
| 14 grudnia 2003 | CR Vasco da Gama – Santos FC 1:1 Régis Pitbull 53 – Fabiano Costa 83k                      |
| 14 grudnia 2003 | Fluminense FC – EC Juventude 1:0 Marcelo Macedo 43                                         |
| 14 grudnia 2003 | Grêmio Porto Alegre – Corinthians Paulista 3:0 George Lucas 20, Bruno 59, Ânderson Lima 83 |
| 14 grudnia 2003 | Paysandu SC – Athletico Paranaense 2:2 Souza 8, Jóbson 16 – Alex Mineiro 39, Jadson 45+1   |
| 14 grudnia 2003 | AA Ponte Preta – Fortaleza 2:0 Gerson 12, Adrianinho 70                                    |
| 14 grudnia 2003 | EC Bahia – Cruzeiro EC 0:7 Alex 13k, 17k, 23k, 38k, 66, Felipe Mello 55, Mota 68           |

### Końcowa tabela sezonu 2003
| Poz | Klub                 | Mecze | Zw | Rem | Por | Pkt | BrZd | BrStr |
| --- | -------------------- | ----- | -- | --- | --- | --- | ---- | ----- |
| 1   | Cruzeiro EC          | 46    | 31 | 7   | 8   | 100 | 102  | 47    |
| 2   | Santos FC            | 46    | 25 | 12  | 9   | 87  | 93   | 60    |
| 3   | São Paulo            | 46    | 22 | 12  | 12  | 78  | 81   | 67    |
| 4   | São Caetano          | 46    | 19 | 14  | 13  | 74  | 53   | 37    |
| 5   | Coritiba FBC         | 46    | 21 | 10  | 15  | 73  | 67   | 58    |
| 6   | SC Internacional     | 46    | 20 | 10  | 16  | 72  | 59   | 57    |
| 7   | Atlético Mineiro     | 46    | 19 | 15  | 12  | 72  | 76   | 62    |
| 8   | CR Flamengo          | 46    | 18 | 12  | 16  | 66  | 66   | 73    |
| 9   | Goiás EC             | 46    | 18 | 11  | 17  | 65  | 78   | 63    |
| 10  | Paraná Clube         | 46    | 18 | 11  | 17  | 65  | 85   | 75    |
| 11  | Figueirense FC       | 46    | 17 | 14  | 15  | 65  | 62   | 54    |
| 12  | Athletico Paranaense | 46    | 17 | 10  | 19  | 61  | 67   | 72    |
| 13  | Guarani FC           | 46    | 17 | 10  | 19  | 61  | 64   | 72    |
| 14  | Criciúma             | 46    | 17 | 9   | 20  | 60  | 57   | 69    |
| 15  | Corinthians Paulista | 46    | 15 | 12  | 19  | 59  | 61   | 63    |
| 16  | EC Vitória           | 46    | 15 | 11  | 20  | 56  | 50   | 64    |
| 17  | CR Vasco da Gama     | 46    | 13 | 15  | 18  | 54  | 57   | 69    |
| 18  | EC Juventude         | 46    | 12 | 14  | 20  | 53  | 55   | 70    |
| 19  | Fluminense FC        | 46    | 13 | 11  | 22  | 52  | 52   | 77    |
| 20  | Grêmio Porto Alegre  | 46    | 13 | 11  | 22  | 50  | 54   | 68    |
| 21  | AA Ponte Preta       | 46    | 11 | 18  | 17  | 50  | 63   | 73    |
| 22  | Paysandu SC          | 46    | 15 | 12  | 19  | 49  | 74   | 77    |
| 23  | Fortaleza            | 46    | 12 | 13  | 21  | 49  | 58   | 74    |
| 24  | EC Bahia             | 46    | 12 | 10  | 24  | 46  | 59   | 92    |

Do Copa Libertadores 2004 zakwalifikowało się pięć najlepszych klubów w tabeli oraz zwycięzca Copa do Brasil, natomiast do Copa Sudamericana 2004 zakwalifikowały się wszystkie kluby, które zajęły w tabeli miejsca od 1 do 11 oraz Grêmio Porto Alegre.
Do drugiej ligi (Campeonato Brasileiro Série B) spadły 2 ostatnie w tabeli kluby: Fortaleza i EC Bahia.